# Ricardo Blume
Ricardo Blume  (Lima, 1933. augusztus 16. – Mexikóváros, Mexikó, 2020. október 30.) perui színész.

## Élete
Ricardo Blume 1933. augusztus 16-án született Limában. 1969-ben főszerepet játszott a Simplemente Maríában Saby Kamalich partnereként. 1995-ben Don Fernandót alakította a María című telenovellában. 2008-ban megkapta Patricio szerepét az Árva angyal című sorozatban.

## Filmográfia

### Színház
- Tercera llamada (2013)
- Egmond (2012)
- Feliz nuevo siglo, doktor Freud (2000)
- Emigrados (1999),
- El Gran Teatro del Mundo (1970)
- Collacocha (1956)

Rendezőként:
- El cielo es para todos (1979)
- El centro forward murió al amanecer de Agustín Cuzzani  (1968)
- Historias para ser contadas  (1967)
- La señorita Canario  (1967)
- Las bizarrías de Belisa (1966)
- Pasos, voces, alguien (1965)
- Auto de la pasión(1965)
- El servidor de dos amos
- La verdad sospechosa (1964)
- Los empeños de una casa (1964)
- La siega (1963) Recibió Premio Anita Fernandini de Naranjo
- Los habladores
- Paso primero
- Auto del magná
- La tinaja
- Tristán e Isolda

### Telenovellák
- Fiorella (Muchacha italiana viene a casarse) (2014) Mario Bianchi
- Gritos de muerte y libertad (2010) Juan Ruiz de Apodaca alkirály
- Locas de amor (2010)  Otro Psiquiatra
- Árva angyal (Cuidado con el ángel) (2008) Don Patricio Velarde del Bosque
- Amor sin maquillaje (2007) Mario
- Heridas de amor (2006)  Leonardo Altamirano
- A liliomlány (Inocente de ti) (2004)  Armando Dalmacci
- Tiszta szívvel (2003)  General Don Hilario Peñalver y Beristain
- Mujer bonita (2001) Damián
- Ramona (2000)  Ruy Coronado
- Los hijos de nadie (1997)  Don Chuy
- María (María la del barrio) (1995) Don Fernando de la Vega
- Caminos cruzados (1994)  Olegario
- Marimar (1994)  Gobernador Fernando Montenegro
- Carrusel de las Américas (1992)  Don Pedro Huamán
- Alcanzar una estrella (1989)
- Pelusita (1980)
- Verónica (1979)  César
- Viviana (1978)  Luis Treviño
- Mundo de juguete (1974)  Mariano Salinas
- Entre brumas (1973)  Paul Anderson
- El carruaje (1972)  Padre Farías
- Las fieras (1972) Leonardo
- Muchacha italiana viene a casarse (1971)  Juan Francisco de Castro
- Simplemente María (1969)  Roberto Caride/Antonio Ramos
- Mentira sentimental (1969)
- Doña Bárbara (1964).
- Cumbres borrascosas (1963).
- Tierra Embrujada (1962).
- La Casa De Las Lilas (1962).
- Corazón herido (1965)

### Filmek
- Viejos amigos (2014)
- Tercera Llamada (2013)
- Quemar las naves (2007)
- Mezcal (2006)
- Fuera del cielo (2006)
- Conejo en la luna (2004)
- Sobrenatural (1996)
- Malabrigo (1986)
- Ojos de perro (1981)
- Detrás de esa puerta (1975)
- Derecho de asilo (1975)
- La mujer perfecta (1975)
- Con amor de muerte (1974)
- Los perros de Dios (1974)
- Pobre niño rico (1974)
- El primer paso... de la mujer (1974)
- Los enamorados (1971)
- Mi secretaria está loca, loca, loca (1967) Alberto Ugarteche
- Intimidad de los parques (1965)